# Chương Khâu
Chương Khâu (tiếng Trung: 章丘区; bính âm: Zhāngqīu Qu) là một quận của địa cấp thị (thành phố) Tế Nam, tỉnh Sơn Đông, Cộng hòa Nhân dân Trung Hoa. Quận Chương Khâu có diện tích 1699 km², dân số năm 2002 990.000 người.